# Tōmi, Nagano
Tōmi (東御市 Tōmi-shi) là một thành phố thuộc tỉnh Nagano, Nhật Bản.